# HP Elite x3
HP Elite x3 es un teléfono inteligente desarrollado por Hewlett-Packard, demostrado oficialmente el 21 de febrero de 2016, en el MWC 2016. Es una versión en teléfono del convertible HP Elite x2 y está dirigido principalmente a los usuarios empresariales, con soporte para aplicaciones empresariales de Microsoft y de HP, así como características propias del dispositivo como el HP Workspace, una aplicación para emular algunos programas x86 en el teléfono. Elite x3 es compatible oficialmente con Continuum. Existe una variante para la compañía telefónica Verizon desarrollada para consumidores. El sistema operativo incluido en el dispositivo es Windows 10 Mobile.

## Características
El HP Elite x3 fue creado para usuarios empresariales con varias funciones específicas de la empresa, como su procesador de alta gama (Qualcomm Snapdragon 820), pantalla grande y brillante (Samsung 5.96" WQHD OLED), IP67, MIL-STD 810G, autenticación biométrica doble de iris, escáner de huella dactilar, 2x2 MIMO 802.11ac, Cat 6 LTE, sonido Bang & Olufsen, carga USB-C con una enorme batería de 4150 mAh y carga inalámbrica Qi/PMA.
Al margen de otros teléfonos Premium, la característica que define al HP Elite x3 es su capacidad para conectarse a un monitor, teclado y mouse externos a través de la base de escritorio HP, proporcionando un entorno de escritorio, con la función Continuum de Microsoft en Windows 10 Mobile. HP también ofrece la HP Lap Dock, que es una carcasa de computadora portátil que tiene cualquier poder de cómputo en sí misma (es decir, sin CPU, sin placa base, sin disco duro, etc.), pero se conecta al Elite x3 mediante cable (USB-C) o conexión inalámbrica (802.11ac), que es esencialmente un terminal de pantalla con un teclado, panel táctil, batería y puertos de E/S en un formato de laptop.
Es actualmente uno de los tres únicos dispositivos (junto con los Lumia 950) con Windows 10 Mobile compatibles y actualizables a Windows Core, aunque de forma no oficial, es decir, mediante un archivo FFU de Windows 10X o archivos CAB de la instalación de este sistema operativo.

## Recepción
Debutando en el Mobile World Congress 2016, el HP Elite x3 obtuvo más de 30 premios "Best of MWC". Sin embargo, a pesar de algunas críticas positivas por parte de los críticos, las ventas han sido menores a las esperadas debido a la posición del mercado decreciente de Windows 10 Mobile como plataforma de SO móvil. Las ventas y el marketing de HP se han centrado en dirigirse a clientes empresariales, los cuales pueden comprar Elite x3, Desk Dock y Lap Dock en el sitio web oficial de HP y en Microsoft Store. Hay dos variantes preparadas para consumidores, distribuidas por operadoras telefónicas, siendo la más común la versión desarrollada para Verizon, disponible para su adquisición desde octubre de 2017.
Las revisiones hechas por CRN dan muy buenas críticas, clasificando al HP Elite x3 como uno de los 20 productos del momento presentados en el MWC 2016. También mencionó que este dispositivo fue creado para ofrecer una seguridad empresarial, soporte de HP, acceso a aplicaciones corporativas en HP Workspace y durabilidad.
Network World clasifica al HP Elite x3 como uno de los dispositivos de moda Windows y Android en el MWC 2016, explicando que está diseñado para ser un centro neurálgico empresarial y que el dispositivo aprovecha la funcionalidad Continuum de Windows 10 para actuar como un ordenador de escritorio cuando está conectado en la base.
The Windows Club puso al HP Elite x3 como el nuevo dispositivo de moda con Windows y que con su compatibilidad con Continuum y con una base de acoplamiento, Elite x3 lleva el ecosistema de Windows al siguiente nivel.
Gizmodo coloca al Elite x3 como un teléfono distinto, el cual es uno de los mejores teléfonos presentados con Windows 10 como sistema operativo. En su reseña también notó que si alguien busca un dispositivo diferente, este podría ser el ideal.
ZDNet describió al Elite x3 como uno de los mejores teléfonos inteligentes, portátiles y tabletas que existe. El revisor señaló que el teléfono es el futuro del escritorio, gracias al HP Lap Dock y a Microsoft Continuum.
ChipChick calificó el teléfono por ser el mejor dispositivo empresarial existente. El reseñante también señaló que es un centro neurálgico con un sinfín de especificaciones Premium y que lo más importante es que ejecuta Windows 10, lo que significa que dispone de la función Continuum de Microsoft.